# Ninja Gaiden II: The Dark Sword of Chaos
Ninja Gaiden II: The Dark Sword of Chaos is een computerspel dat werd ontwikkeld en uitgegeven door Tecmo. Het spel kwam op 6 april 1990 uit voor de Japanse Famicom en een maand later in de Verenigde Staten voor de Nintendo Entertainment System (NES). Later volgde ook uitgaven voor andere homecomputers.
Het spel verscheen in 1992 in Europa onder de titel Shadow Warriors II: The Dark Sword of Chaos.

## Gameplay
De speler speelt een ninja genaamd Ryu Hayabusa. Deze ninja kan rennen, springen en hakken met zijn ninja zwaard. Het spel bevat power-ups om de levenskracht aan te vullen. Het spel is het vervolg op Ninja Gaiden en is een snel horizontaal scrollend actiespel.

## Platforms
| Jaar | Platform     |
| ---- | ------------ |
| 1990 | NES          |
| 1991 | Amiga, DOS   |
| 2007 | Wii          |
| 2013 | Nintendo 3DS |

## Ontvangst
| Beoordeeld door       | Platform | Datum            | Score |
| --------------------- | -------- | ---------------- | ----- |
| VideoGame             | NES      | maart 1991       | 100%  |
| Nintendo Land         | NES      | 2003             | 93%   |
| NES Times             | NES      | 24 augustus 2007 | 90%   |
| All Game Guide        | NES      | 1998             | 80%   |
| Nintendo Life         | Wii      | 16 oktober 2007  | 80%   |
| GameSpot              | Wii      | 31 oktober 2007  | 75%   |
| The Video Game Critic | NES      | 27 juli 2004     | 67%   |